# Tanács (Apáczai Csere János)
A Tanács Apáczai Csere János (1625–1659) erdélyi pedagógus, filozófus, református teológus valószínűleg 1653 előtt, Joachim Fortius Ringelbergius 1529-es munkája alapján összeállított, majd 1654-ben Gyulafehérvárott, a Magyar logicatska függelékeként kiadott pedagógiai munkája.

## Keletkezése
Apáczai Csere János a magyar nevelésügy előfutára, a 17. század közepi erdélyi puritánus mozgalom jeles alakja volt. A korszerű oktatásügyért folytatott küzdelmei során több alkalommal és több helyen méltatta a tudás, a tanulás, a tudományok fontosságát és a nemzet felemelkedésében játszott szerepét. E témában gondolatainak egyik kútfője, kedvenc humanista szerzőinek egyike az egy évszázaddal korábban élt flamand tudós, Joachim Fortius Ringelbergius volt. A Tanács Fortius 1529-ben Bázelban De ratione studii (’A tanulási módszerről’) címmel megjelent munkájának tömörített, Apáczai saját gondolatokkal és értelmezésekkel megtoldott bemutatása. A könyv elejét még inkább a fordítás jellemzi, de ahogy Apáczai az egyes témák kifejtésében előrehalad, egyre szabadabban sűrít és hallatja saját hangját. Bár a kézirattal már hollandiai egyetemi évei (1648–1653) során elkészült, a Tanács csak 1654-ben Gyulafehérváron jelent meg a Magyar logicatska függelékeként.

## Tartalma
A nyolclapos mű teljes címe Tanács, mellyet Joachymus Fortius ád Apáczai János által egy tanulásba elcsüggedt iffjunak. Az eredetileg 63 lapos Fortius-művet Apáczai lerövidítette, a tartalmi válogatást követően pedig Fortius gondolatmenetét átszerkesztette és tanár–diák közötti párbeszédes formában adta közre.
Témáját tekintve a könyv a tanulás és a tudományok művelésének erkölcsi normáit foglalja össze, és három főbb kérdéskörben igazítja el olvasóit: a tudományos munkára való felkészülés, a tudományok művelésének módszere és a tudományok rendszere tárgyában. A felkészülés (Apáczainál készület) alapfeltételei a lehető legmagasabb cél kitűzése, az állandó szorgalom és törekvés, a meddő nyugalom kerülése, a nehézségekkel való bátor szembenézés, hogy ezek acélozzák meg a diák és a tudós akaraterejét és segítsenek a kishitűség legyőzésében, de legfőképpen az önként vállalt szegénység, amely a szellem emberének természetes életformája, akinek egyetlen jutalma a hírnév. A tudás megszerzésének és a tudomány művelésének öt módszerét (útját) különíti el és taglalja jelentőségüket: az olvasás, hallás, elmélkedés, tanítás és írás. Apáczai szerint mind közül a tanítás a legeredményesebb, hiszen tudása gyakorlására, folytonos próbatételre készteti az embert. A harmadik témakör a tudományok rendszerezése, de ez a leginkább elnagyolt fejezet, amelyben Apáczai Fortiustól elszakadva inkább saját gondolatait adja közre például arról, hogy a teológiai Szentírás-magyarázat tudománya enciklopédikus tudást követel meg, vagy hogy az ékesszólás a legnagyobb szellemi kincs. 
A könyv Apáczai puritánus erkölcsiségét tükrözi, lapjairól a céltudatos alkotómunka szeretete és a tudományért minden áldozatra kész, mértékletes ember tisztes szegénységének eszményítése bontakozik ki. A Tanácsban megjelenő gondolatmenetek és fejtegetések vissza-visszatérő elemek voltak Apáczai munkásságában: megjelentek a Magyar encyclopaedia bevezetőjében (1653), a gyulafehérvári református kollégiumban (Oratio de studio sapientiae, 1653), majd a kolozsvári református iskolában megtartott beköszöntő beszédében (Oratio de summa scholarum necessitate, 1656) egyaránt. Méltatói szerint – a szárazabb nyelvezetű Magyar encyclopaediával és a Magyar logicatskával összehasonlítva – a Tanács Apáczai legszebb írása, sodró lendületű, hatásos szónoki fordulatokkal megírt, jó stíluskészségről tanúskodó munka, amelynek költői hevületén átsüt szerzőjének pedagógusi magatartása és erkölcsisége.